# George Poindexter

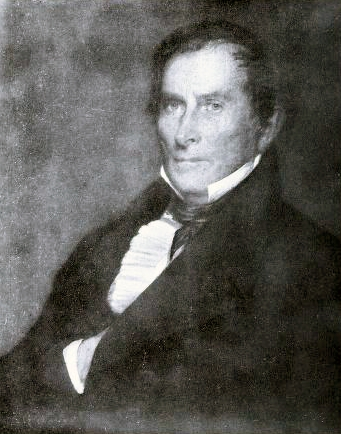
George Poindexter

George Poindexter (* 1779 im Louisa County, Virginia; † 5. September 1853 in Jackson, Mississippi) war ein US-amerikanischer Politiker, der den Bundesstaat Mississippi in beiden Kammern des US-Kongresses vertrat und auch als dessen Gouverneur amtierte.
Trotz einer nur sporadisch erfolgten Schulbildung konnte George Poindexter später ein Jura-Studium beginnen und wurde 1800 in die Anwaltskammer aufgenommen. Er arbeitete danach als Jurist in Milton im heutigen West Virginia.
1802 übersiedelte Poindexter ins Mississippi-Territorium, wo er sich als Anwalt in Natchez niederließ. Wenig später wurde er zum Attorney General des Territoriums berufen; dessen Repräsentantenhaus gehörte er im Jahr 1805 an. Noch bevor der Bundesstaat Mississippi gegründet wurde, vertrat er diesen in drei aufeinanderfolgenden Sitzungsperioden von 1807 bis 1813 als nicht stimmberechtigter Delegierter im US-Repräsentantenhaus.
1813 wurde er Bezirksrichter des Territoriums, was er bis 1817 blieb; während dieser Zeit diente er als Soldat im Britisch-Amerikanischen Krieg. Nach der Aufnahme Mississippis in die Union wurde Poindexter im Dezember 1817 als regulärer Abgeordneter ins Repräsentantenhaus gewählt, wo er bis zum 3. März 1819 verblieb. Er verfehlte 1818 die Wiederwahl, ebenso 1820. Bereits 1819 war Poindexter als Mitglied der Demokratisch-Republikanischen Partei zum Gouverneur von Mississippi gewählt worden; 1822 schied er aus diesem Amt nach zweijähriger Regierungszeit aus.
Als US-Senator Robert H. Adams am 2. Juli 1830 starb, wurde George Poindexter, mittlerweile Demokrat, zu dessen Nachfolger bestimmt. Er beendete Adams’ bis zum 3. März 1835 dauernde Amtszeit und fungierte dabei als Vorsitzender mehrerer Ausschüsse; zudem war er von Juni bis November 1834 Präsident pro tempore des Senats. Er stellte sich, inzwischen zur National Republican Party gewechselt, für eine zweite Amtsperiode zur Wahl, scheiterte jedoch.
Danach zog sich Poindexter aus der Politik zurück. Er lebte zunächst in Kentucky und arbeitete als Anwalt in Lexington; später kehrte er nach Mississippi zurück, wo er 1853 starb.